# Fruktoza
Fruktoza (prema lat. fructus: plod) ili voćni šećer (C6H12O6) je monosaharid sličan glukozi, ali umjesto aldehidne, sadržava keto-skupinu. Fruktoza je ugljikohidrat, ketoheksoza, izomer glukoze. Obično postoji u L-piranoznom obliku (levuloza).

## Rasprostranjenost i osobine
To je vrlo sladak šećer koji je dobro topljiv u vodi. U prirodi se nalazi zajedno s glukozom u slatkom voću i medu. S glukozom tvori saharozu gdje se nalazi u D-furanoznom obliku.

Slobodna fruktoza česta je u voću, a vezana na glukozu čini disaharid saharozu. Fosfatni esteri fruktoze važni su međuprodukti u procesu glikoze.
Najslađa je od svih monosaharida, iako slatkoća varira ovisno o formi. U kristalnom obliku dva puta je slađa od glukoze, a 1,73 puta od saharoze (običnog kućanskog šećera). Ako se otopi u tekućini, slatkoća se smanjuje.
U tkivu se razgrađuje brže od glukoze (pa je zato i vrlo popularna u športskim napitcima ili ljudima oboljelim od dijabetesa).

Fruktoza uglavnom putuje prema jetrima i tamo se može iskoristiti bez inzulina. U nedostatku inzulina, fruktoza ima sposobnost konvertiranja u glukozu u jetri i na taj način doprinosi rastu glukoze u krvi umjesto da se skladišti kao glikogen. Za razliku od saharoze i glukoze koji uzrokuju nagle promjene u razini glukoze u krvi, što kod dijabetičara može uzrokovati ometanje metaboličke kontrole, fruktoza se apsorbira mnogo sporije i uzrokuje samo manje promjene u razini glukoze u krvi. Dakle, fruktoza se upotrebljava kao zaslađivač kod šećerne bolesti jer njezino uzimanje ne dovodi do naglog porasta šećera u krvi kao što je to slučaj s glukozom. No, prema najnovijim studijama, fruktoza je povezana s rizikom od obolijevanja od šećerne bolesti tipa 2. Osim toga, upotreba fruktoznog sirupa  (komercijalno proizvedenog iz kukuruza) u sveprisutnim napitcima smatra se jednim od uzroka epidemije gojaznosti.

## Dobivanje
Industrijski se proizvodi u obliku zgusnutoga fruktuznoga sirupa izomerizacijom glukoze dobivene iz hidrolizirana kukuruznoga škroba.